# Liste des biens culturels d'importance nationale dans le canton de Zoug

Blason du canton de Zoug.

Cette liste présente les biens culturels d'importance nationale dans le canton de Zoug. Cette liste correspond à l'édition 2009 de l'Inventaire Suisse des biens culturels d'importance nationale (Objets A) pour le canton de Zoug. Il est trié par commune et inclus : 16 bâtiments séparés, 10 collections et 5 sites archéologiques.

## Inventaire
| Photo | Objet | Type | Type | Type | Type | Type | Type | Type | Adresse             | Commune   | Coordonnées                      |
| Photo | Objet | A    | Arch | B    | E    | M    | O    | S    | Adresse             | Commune   | Coordonnées                      |
| ----- | --- | ---- | ---- | ---- | ---- | ---- | ---- | ---- | ------------------- | --------- | -------------------------------- |
|       | Baarburg (habitation troglodyte préhistorique et médiévale)                                                                      | A    |      |      |      |      |      |      |                     | Baar      | 47° 12′ 17″ nord, 8° 33′ 14″ est |
|       | Maison no 196a |      |      |      | E    |      |      |      | Sennweid            | Baar      | 47° 12′ 03″ nord, 8° 31′ 40″ est |
|       | Église catholique de Saint Jacques                                                                                               |      |      |      | E    |      |      |      | Kirchbühl           | Cham      | 47° 10′ 46″ nord, 8° 27′ 34″ est |
|       | Couvent de Frauenthal |      |      |      |      |      | O    |      |                     | Cham      | 47° 12′ 48″ nord, 8° 25′ 26″ est |
|       | Château Saint-André |      |      |      |      |      | O    |      | St. Andreas 1       | Cham      | 47° 10′ 44″ nord, 8° 27′ 59″ est |
|       | Stallscheune no 110b |      |      |      | E    |      |      |      | Fildernweg 3        | Cham      | 47° 11′ 28″ nord, 8° 26′ 46″ est |
|       | Maison no 49a |      |      |      | E    |      |      |      | Bibersee 2          | Cham      | 47° 12′ 19″ nord, 8° 28′ 15″ est |
|       | Ziegelhütte |      |      |      |      |      | O    |      | Meienberg           | Cham      | 47° 11′ 45″ nord, 8° 25′ 31″ est |
|       | Église catholique de Saint Wolfgang                                                                                              |      |      |      | E    |      |      |      |                     | Hünenberg | 47° 11′ 13″ nord, 8° 25′ 41″ est |
|       | Archives de l'Office de conservation historique et d'archéologie, archives pour la recherche agricole et musée de la Préhistoire | A    | Arch |      |      | M    |      |      | Hofstrasse 15       | Zoug      | 47° 09′ 36″ nord, 8° 30′ 57″ est |
|       | Bibliothèque de l'ancien couvent capucin                                                                                         |      |      | B    |      |      |      |      | Kapuzinergässli 1   | Zoug      | 47° 10′ 00″ nord, 8° 31′ 03″ est |
|       | Archives de ville |      | Arch |      |      |      |      |      | Ober Altstadt 18 a  | Zoug      | 47° 09′ 56″ nord, 8° 30′ 54″ est |
|       | Château de Zoug et musée |      |      |      | E    | M    |      |      | Kirchenstrasse 11   | Zoug      | 47° 09′ 54″ nord, 8° 31′ 00″ est |
|       | Église catholique de Saint Oswald avec ossuaire                                                                                  |      |      |      |      |      | O    |      | St. Oswalds-Gasse   | Zoug      | 47° 09′ 55″ nord, 8° 30′ 58″ est |
|       | Musée d'art de Zoug |      |      |      |      | M    |      |      | Dorfstrasse 27      | Zoug      | 47° 09′ 54″ nord, 8° 31′ 03″ est |
|       | Institut d'enseignement de Saint Michel                                                                                          |      |      |      | E    |      |      |      | Zugerbergstrasse 3a | Zoug      | 47° 09′ 44″ nord, 8° 31′ 07″ est |
|       | Bibliothèque paroissiale de Saint Michel                                                                                         |      |      | B    |      |      |      |      | St. Oswalds-Gasse 5 | Zoug      | 47° 09′ 56″ nord, 8° 30′ 58″ est |
|       | Riedmatt (emplacement lacustre du Néolithique)                                                                                   | A    |      |      |      |      |      |      |                     | Zoug      | 47° 10′ 39″ nord, 8° 29′ 24″ est |
|       | Archives cantonales |      | Arch |      |      |      |      |      | Aabachstrasse 5     | Zoug      | 47° 10′ 28″ nord, 8° 30′ 39″ est |
|       | Ramparts, tours (Cheibenturm, Zytturm, Knopfliturm, Huwilerturm, Pulverturm, Kapuzinerturm, Schatzturm) et Liebfrauenkapelle     |      |      |      |      |      | O    |      |                     | Zoug      | 47° 09′ 58″ nord, 8° 30′ 56″ est |
|       | Stallscheune Rüschenhof (no 424e)                                                                                                |      |      |      | E    |      |      |      |                     | Zoug      | 47° 10′ 21″ nord, 8° 31′ 42″ est |
|       | Stallscheune (no 424d) |      |      |      | E    |      |      |      |                     | Zoug      | 47° 10′ 22″ nord, 8° 31′ 37″ est |
|       | Sumpf (emplacement de l'âge du bronze)                                                                                           | A    |      |      |      |      |      |      |                     | Zoug      | 47° 10′ 59″ nord, 8° 28′ 42″ est |
|       | Archives de la compagnie Landis & Gyr AG                                                                                         |      | Arch |      |      |      |      |      | Gubelstrasse 22     | Zoug      | 47° 10′ 32″ nord, 8° 30′ 51″ est |
|       | Maison no 354a |      |      |      | E    |      |      |      | Otterswil           | Zoug      | 47° 07′ 45″ nord, 8° 30′ 04″ est |
|       | Zurlaubenhof |      |      |      |      |      | O    |      | Hofstrasse 5        | Zoug      | 47° 09′ 43″ nord, 8° 31′ 00″ est |

1. ↑  Légende des différents types de biens :
  - A : Archéologie
  - Arch : Archive
  - B : Bibliothèque
  - E : Objet unique
  - M : Musée
  - O : Objets multiples
  - S : Cas particulier